# Fulton, Indiana
Fulton är en ort i Fulton County i delstaten Indiana, USA.